# Mão de amigo
A emenda Mão de Amigo é uma técnica de recortes e entalhes na madeira para o encaixe de duas peças. O corte é feito em ângulos diagonais nas duas vigas para que o encaixe tenha uma maior resistência.
As peças de madeira, após recortadas, são encaixadas uma na outra e devido ao peso da estrutura, não se movem mais.
Muitos quando usam esse tipo de emenda, não pregam, não parafusam e nem passam cola entre as madeiras, pois fica muito firme.

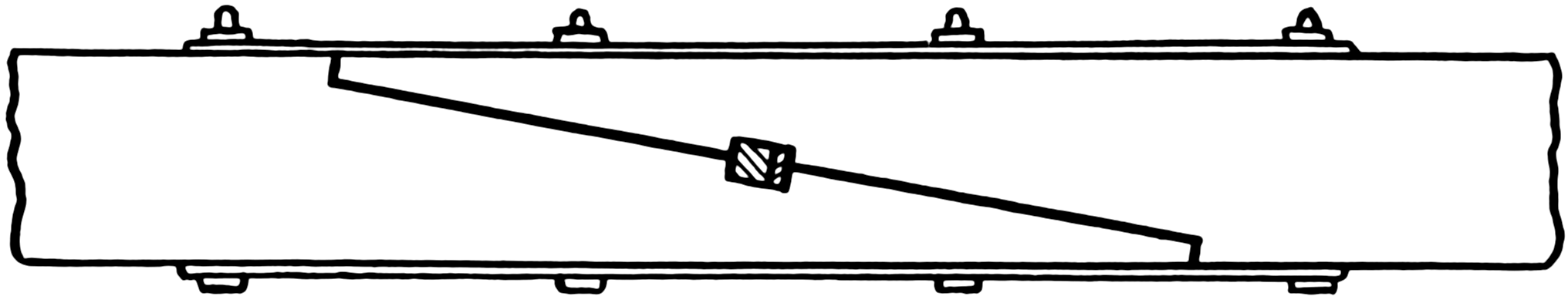
União de tipo mão de amigo